# Pingree Grove
Pingree Grove é uma vila localizada no estado americano de Illinois, no Condado de Kane.

## Demografia
Segundo o censo americano de 2000, a sua população era de 124 habitantes.
Em 2006, foi estimada uma população de 1714, um aumento de 1590 (1282.0%).

## Geografia
De acordo com o United States Census Bureau tem uma área de
1,6 km², dos quais 1,6 km² cobertos por terra e 0,0 km² cobertos por água. Pingree Grove localiza-se a aproximadamente 294 m acima do nível do mar.

## Localidades na vizinhança
O diagrama seguinte representa as localidades num raio de 12 km ao redor de Pingree Grove.